# Trissonca
Trissonca is een geslacht van vlinders van de familie snuitmotten (Pyralidae), uit de onderfamilie Phycitinae.

## Soorten
- T. asperula Meyrick, 1933
- T. capnoessa Turner, 1904
- T. clytopa Turner, 1947
- T. crocotoxa Meyrick, 1937
- T. lathraea Meyrick, 1934
- T. leucosymbola Meyrick, 1932
- T. mesactella (Meyrick, 1879)
- T. oxyopa Meyrick, 1934
- T. polycapna Meyrick, 1937
- T. thiodesma Meyrick, 1933